# 베네토주
베네토주(이탈리아어: Regione del Veneto)는 이탈리아의 북동부에 위치한 레조네(regione)이다. 주도(州都)는 베네치아이고, 면적은 18,407 km2, 인구는 490만 7529명(2016년 기준)이다. 북쪽으로는 트렌티노알토아디제와 오스트리아 등과 경계하고 있고, 남쪽으로는 에밀리아로마냐와, 서쪽으로는 롬바르디아 그리고 동쪽으로는 프리울리베네치아줄리아와 경계하고 있다.

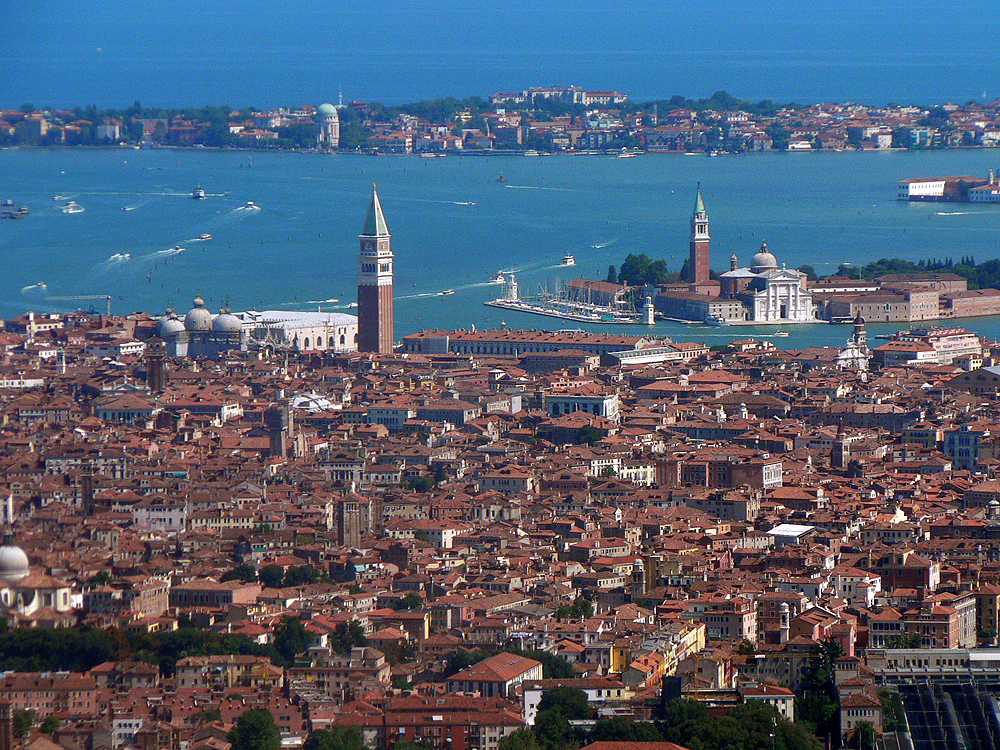
베네토주의 주도인 베네치아

## 역사
수세기 동안 베네치아 공화국이라는 이름 아래서 독립 국가였으나, 프랑스와 오스트리아 헝가리 제국의 간헐적 침략기를 맞은 뒤, 1866년에는 이탈리아 왕국에 병합된다. 오늘날 여전히, 이탈리아어뿐만 아니라, 인구 대다수가 베네토어를 모국어로서 자주 사용하고 있다. 베네토는 공식적으로 그들 스스로 민족으로 인정하는 이탈리아의 레조네 2곳(다른 하나는 사르데냐) 중 하나이다.
1859년 이전의 롬바르디아-베네치아 왕국이었을 당시만 해도 이탈리아반도에서 가장 부유한 나라였으나, 롬바르디아가 1859년 이탈리아 왕국과 병합, 또 이후 베네토 역시 병합의 길을 걸으면서 영내 자원이 고갈케 되었다. 이내 재정악화와 가난으로 이어졌고, 이탈리아 북부 지방에서 가장 큰 해외 이민자 행렬(약 330만 명 추산)을 이루게 되었다.
이 후 베네토주는 획기적인 산업 발전으로 이탈리아에서 가장 부유한 지역 가운데 하나가 되었으며, 아름다운 자연, 역사, 예술, 그리고 건축 등의 찬란한 유산들 덕분에 매년 6천만 명 이상의 관광객들이 찾아 드는 이탈리아에서 가장 인기높은 관광지이기도 하다.

## 인구
| 연도               | 인구      | ±%     |
| ------------------ | --------- | ------ |
| 1871               | 2,196,000 | —      |
| 1881               | 2,346,000 | +6.8%  |
| 1901               | 2,580,000 | +10.0% |
| 1911               | 3,009,000 | +16.6% |
| 1921               | 3,319,000 | +10.3% |
| 1931               | 3,487,000 | +5.1%  |
| 1936               | 3,566,000 | +2.3%  |
| 1951               | 3,918,000 | +9.9%  |
| 1961               | 3,847,000 | −1.8%  |
| 1971               | 4,123,000 | +7.2%  |
| 1981               | 4,345,000 | +5.4%  |
| 1991               | 4,381,000 | +0.8%  |
| 2001               | 4,528,000 | +3.4%  |
| 2011               | 4,857,000 | +7.3%  |
| 2017               | 4,907,529 | +1.0%  |
| Source: ISTAT 2011 |           |        |